# Pentatriacontane
Le pentatriacontane est un hydrocarbure linéaire de la famille des alcanes de formule brute C35H72.